# نجع تمام
قرية نجع تمام هي إحدى القرى التابعة لمركز سوهاج بمحافظة سوهاج في جمهورية مصر العربية. حسب إحصاءات سنة 2006، بلغ إجمالي السكان في نجع تمام 6217 نسمة، منهم 3249 رجل و2968 امرأة.